# Glossoidea
Super-famille
Familles de rang inférieur
- Glossidae
- Kelliellidae
- Vesicomyidae

Glossoidea est une super-famille de mollusques bivalves.

## Liste des familles
Selon World Register of Marine Species (1 juin 2016) :
- famille Glossidae Gray, 1847
- famille Lutetiidae Zhgenti, 1976 † famille éteinte

Selon ITIS (1 juin 2016) :
- famille Glossidae Gray, 1847
- famille Kelliellidae Fischer, 1887
- famille Vesicomyidae Dall & Simpson, 1901